# باولو جيجليوني
باولو جيجليوني (بالإيطالية: Paolo Ghiglione)‏ (2 فبراير 1997 بفوغيرا في إيطاليا - ) هو لاعب كرة قدم إيطالي في مركز الوسط.

## وصلات خارجية
- باولو جيجليوني على موقع الاتحاد الأوربي (الإنجليزية)
- باولو جيجليوني على موقع قاعدة بيانات كرة القدم.إي يو (الإنجليزية)
- باولو جيجليوني على موقع Soccerway.com (الإنجليزية)
- باولو جيجليوني على موقع عالم كرة القدم.نت (الإنجليزية)
- باولو جيجليوني على موقع AS.com (الإسبانية)